# Aptenocanthon kabura
Aptenocanthon kabura là một loài bọ cánh cứng trong họ Bọ hung (Scarabaeidae).